# The Straight Way
The Straight Way er en amerikansk stumfilm fra 1916 af Will S. Davis.

## Medvirkende
- Valeska Suratt som Mary Madison.
- Herbert Heyes som John Madison.
- Glen White som Dan Walters.
- Claire Whitney som Nell Madison.
- Elsie Balfour som Marion Madison.